# Segunda División de México 1986-87
La Temporada 1986-87 de la Segunda División de México fue el XXXVIII torneo de la historia de la segunda categoría del fútbol mexicano. El equipo de Correcaminos UAT se proclamó campeón por primera ocasión tras vencer a los Gallos Blancos UAQ en penales tras un tercer partido celebrado en el Estadio Azteca, en una final que estuvo marcada por la desgracia ya que la plantilla del equipo queretano sufrió un fatal accidente al volver de la final de ida en Ciudad Victoria, motivo por el cual el partido de vuelta y el desempate se jugaron a finales del mes de junio y no en mayo, como estaba previsto.

## Cambios
- Cobras de Querétaro ascendió a Primera División.
- No hubo ningún descenso desde el máximo circuito debido a que la temporada fue ocupada por los torneos cortos especiales Prode 85 y México 86, por lo que 19 equipos tomaron parte de la Segunda División.
- Córdoba, San Mateo Atenco y Poza Rica descendieron a Segunda B.
- Tapatío y Orizaba ascendieron desde esa categoría, mientras que Progreso de Cocula lo hizo desde la Tercera División.
- El club Pioneros de Cancún se integró en la división tras adquirir una de las dos franquicias pertenecientes a Petroleros de Salamanca.
- Jaguares de Colima fue comprado por la universidad estatal, por lo que el equipo fue renombrado como Loros de la Universidad de Colima.
- La directiva del Búfalos Curtidores vendió su lugar en esta división al Gobierno de Zacatecas, como consecuencia de ello el equipo fue trasladado a ese estado y fue renombrado como Mineros de Zacatecas, sin tener ninguna relación con el club que aparecería en 2014.
- El Club Atlacomulco regresó a Texcoco por lo que a partir de esta temporada el equipo fue conocido como Toros de Texcoco.

## Formato de competencia
Los diecinueve equipos se dividen en tres grupos de cinco clubes y uno de cuatro, manteniendo los juegos entre los 19 en formato de todos contra todos a visita recíproca en 38 jornadas. Los dos primeros lugares de cada agrupación se clasifican a la liguilla en donde los ocho clubes se reparten en dos grupos de cuatro conjuntos, siendo los líderes los que jugarán la final por el campeonato a visita recíproca.  El último lugar de la tabla general desciende directamente a Segunda 'B', mientras que los lugares 16.º, 17.º, 18.º y 19.º deberán jugar un grupo de permanencia, en el cual los últimos dos puestos completarán el descenso.

## Equipos participantes

### Equipos por Entidad Federativa
| Entidad Federativa | N.º | Equipos                           |
| ------------------ | --- | --------------------------------- |
| Colima             | 2   | U de Colima y Tecomán             |
| Hidalgo            | 2   | Nuevo Necaxa y Pachuca            |
| Jalisco            | 2   | Club Jalisco y Progreso de Cocula |
| Quintana Roo       | 2   | Chetumal y Pioneros               |
| Aguascalientes     | 1   | Tapatío                           |
| Coahuila           | 1   | Santos Laguna                     |
| Estado de México   | 1   | Texcoco                           |
| Michoacán          | 1   | La Piedad                         |
| Morelos            | 1   | Zacatepec                         |
| Nayarit            | 1   | Tepic                             |
| Oaxaca             | 1   | Oaxaca                            |
| Querétaro          | 1   | Gallos Blancos UAQ                |
| Tamaulipas         | 1   | Correcaminos UAT                  |
| Veracruz           | 1   | Orizaba                           |
| Zacatecas          | 1   | Mineros de Zacatecas              |

### Información sobre los equipos participantes
| Equipo                | Ciudad                           | Estadio                            |
| --------------------- | -------------------------------- | ---------------------------------- |
| Chetumal              | Chetumal, Quintana Roo           | José López Portillo                |
| Correcaminos UAT      | Ciudad Victoria, Tamaulipas      | Marte R. Gómez                     |
| Jalisco               | Guadalajara, Jalisco             | Jalisco                            |
| La Piedad             | La Piedad, Michoacán             | Juan N. López                      |
| Nuevo Necaxa          | Tulancingo, Hidalgo              | Primero de Mayo                    |
| Oaxaca                | Oaxaca, Oaxaca                   | General Manuel Cabrera Carrasquedo |
| Orizaba               | Orizaba, Veracruz                | Socum                              |
| Pachuca               | Pachuca, Hidalgo                 | Revolución Mexicana                |
| Pioneros de Cancún    | Cancún, Quintana Roo             | Cancún 86                          |
| Progreso de Cocula    | Cocula, Jalisco                  | Hércules 77                        |
| Santos Laguna         | Torreón, Coahuila                | Corona                             |
| Tapatío               | Aguascalientes, Aguascalientes   | Parque Alberto Romo Chávez         |
| Tecomán               | Tecomán, Colima                  | IAETAC                             |
| Tepic                 | Tepic, Nayarit                   | Nicolás Álvarez Ortega             |
| Texcoco               | Texcoco, Estado de México        | Municipal de Texcoco               |
| Gallos Blancos UAQ    | Santiago de Querétaro, Querétaro | Corregidora                        |
| Universidad de Colima | Colima, Colima                   | Universitario San Jorge            |
| Zacatecas             | Zacatecas, Zacatecas             | Francisco Villa                    |
| Zacatepec             | Zacatepec, Morelos               | Agustín Coruco Díaz                |

## Grupos

### Grupo 1
| Pos. | Equipo               | Pts. | PJ | G  | E  | P  | GF | GC | Dif. | Clasificación               |
| ---- | -------------------- | ---- | -- | -- | -- | -- | -- | -- | ---- | --------------------------- |
| 1    | Texcoco              | 48   | 36 | 14 | 10 | 12 | 46 | 48 | −2   | Cuadrangular de la liguilla |
| 2    | Correcaminos UAT (C) | 45   | 36 | 12 | 13 | 11 | 43 | 42 | +1   | Cuadrangular de la liguilla |
| 3    | Pachuca (D)          | 41   | 36 | 13 | 9  | 14 | 56 | 48 | +8   | Grupo de Descenso           |
| 4    | Chetumal             | 39   | 36 | 12 | 8  | 16 | 47 | 62 | −15  | Grupo de Descenso           |
| 5    | Zacatecas (D)        | 27   | 36 | 8  | 7  | 21 | 34 | 67 | −33  | Descenso de categoría       |

 Fuente: RSSSF

### Grupo 2
| Pos. | Equipo           | Pts. | PJ | G  | E  | P  | GF | GC | Dif. | Clasificación               |
| ---- | ---------------- | ---- | -- | -- | -- | -- | -- | -- | ---- | --------------------------- |
| 1    | Santos Laguna    | 66   | 36 | 21 | 7  | 8  | 63 | 34 | +29  | Cuadrangular de la liguilla |
| 2    | Tecomán          | 57   | 36 | 18 | 7  | 11 | 66 | 55 | +11  | Cuadrangular de la liguilla |
| 3    | Jalisco          | 54   | 36 | 16 | 9  | 11 | 48 | 33 | +15  |                             |
| 4    | Orizaba          | 50   | 36 | 15 | 9  | 12 | 51 | 57 | −6   |                             |
| 5    | Nuevo Necaxa (D) | 28   | 36 | 6  | 12 | 18 | 31 | 59 | −28  | Grupo de Descenso           |

 Fuente: RSSSF

### Grupo 3
| Pos. | Equipo                   | Pts. | PJ | G  | E  | P  | GF | GC | Dif. | Clasificación               |
| ---- | ------------------------ | ---- | -- | -- | -- | -- | -- | -- | ---- | --------------------------- |
| 1    | Pioneros de Cancún       | 51   | 36 | 16 | 9  | 11 | 51 | 45 | +6   | Cuadrangular de la liguilla |
| 2    | Colima / Loros de Colima | 47   | 36 | 14 | 10 | 12 | 59 | 52 | +7   | Cuadrangular de la liguilla |
| 3    | Deportivo Tepic          | 46   | 36 | 13 | 10 | 13 | 51 | 48 | +3   |                             |
| 4    | Tapatío                  | 44   | 36 | 12 | 10 | 14 | 43 | 42 | +1   |                             |
| 5    | Progreso de Cocula       | 27   | 36 | 8  | 7  | 21 | 41 | 71 | −30  | Grupo de Descenso           |

 Fuente: RSSSF

### Grupo 4
| Pos. | Equipo             | Pts. | PJ | G  | E  | P  | GF | GC | Dif. | Clasificación               |
| ---- | ------------------ | ---- | -- | -- | -- | -- | -- | -- | ---- | --------------------------- |
| 1    | Zacatepec          | 53   | 36 | 16 | 10 | 10 | 61 | 44 | +17  | Cuadrangular de la liguilla |
| 2    | Gallos Blancos UAQ | 50   | 36 | 14 | 9  | 13 | 52 | 44 | +8   | Cuadrangular de la liguilla |
| 3    | Oaxaca             | 46   | 36 | 15 | 5  | 16 | 58 | 53 | +5   |                             |
| 4    | La Piedad          | 44   | 36 | 12 | 13 | 11 | 51 | 48 | +3   |                             |

 Fuente: RSSSF

## Tabla general
| Pos. | Equipo                   | Pts. | PJ | G  | E  | P  | GF | GC | Dif. | Clasificación               |
| ---- | ------------------------ | ---- | -- | -- | -- | -- | -- | -- | ---- | --------------------------- |
| 1    | Santos Laguna            | 66   | 36 | 21 | 7  | 8  | 63 | 34 | +29  | Cuadrangular de la liguilla |
| 2    | Tecomán                  | 57   | 36 | 18 | 7  | 11 | 66 | 55 | +11  | Cuadrangular de la liguilla |
| 3    | Jalisco                  | 54   | 36 | 16 | 9  | 11 | 48 | 33 | +15  |                             |
| 4    | Zacatepec                | 53   | 36 | 16 | 10 | 10 | 61 | 44 | +17  | Cuadrangular de la liguilla |
| 5    | Pioneros de Cancún       | 51   | 36 | 16 | 9  | 11 | 51 | 45 | +6   | Cuadrangular de la liguilla |
| 6    | Gallos Blancos UAQ       | 50   | 36 | 14 | 9  | 13 | 52 | 44 | +8   | Cuadrangular de la liguilla |
| 7    | Orizaba                  | 50   | 36 | 15 | 9  | 12 | 51 | 57 | −6   |                             |
| 8    | Texcoco                  | 48   | 36 | 14 | 10 | 12 | 46 | 48 | −2   | Cuadrangular de la liguilla |
| 9    | Colima / Loros de Colima | 47   | 36 | 14 | 10 | 12 | 59 | 52 | +7   | Cuadrangular de la liguilla |
| 10   | Oaxaca                   | 46   | 36 | 15 | 5  | 16 | 58 | 53 | +5   |                             |
| 11   | Deportivo Tepic          | 46   | 36 | 13 | 10 | 13 | 51 | 48 | +3   |                             |
| 12   | Correcaminos UAT (C)     | 45   | 36 | 12 | 13 | 11 | 43 | 42 | +1   | Cuadrangular de la liguilla |
| 13   | La Piedad                | 44   | 36 | 12 | 13 | 11 | 51 | 48 | +3   |                             |
| 14   | Tapatío                  | 44   | 36 | 12 | 10 | 14 | 43 | 42 | +1   |                             |
| 15   | Pachuca (D)              | 41   | 36 | 13 | 9  | 14 | 56 | 48 | +8   | Grupo de Descenso           |
| 16   | Chetumal                 | 39   | 36 | 12 | 8  | 16 | 47 | 62 | −15  | Grupo de Descenso           |
| 17   | Nuevo Necaxa (D)         | 28   | 36 | 6  | 12 | 18 | 31 | 59 | −28  | Grupo de Descenso           |
| 18   | Progreso de Cocula       | 27   | 36 | 8  | 7  | 21 | 41 | 71 | −30  | Grupo de Descenso           |
| 19   | Zacatecas (D)            | 27   | 36 | 8  | 7  | 21 | 34 | 67 | −33  | Descenso de categoría       |

 Fuente: RSSSF
Notas:
1. ↑  Tras la jornada 6 el club Colima fue vendido a la Universidad de Colima, por lo que fue renombrado como Loros de la Universidad de Colima y pasó a competir con ese nombre.

## Resultados
| Local \ Visitante     | CHE | JAL | LPD | NEC | OAX | ORI | PAC | PIO | PRO | SAN | TAP | TEC | TEP | TEX | UAQ | UAT | UDC | ZAS | ZAC |
| --------------------- | --- | --- | --- | --- | --- | --- | --- | --- | --- | --- | --- | --- | --- | --- | --- | --- | --- | --- | --- |
| Chetumal              | —   | 0–3 | 0–1 | 2–2 | 4–1 | 1–1 | 2–1 | 1–0 | 6–2 | 2–1 | 3–3 | 1–3 | 2–1 | 4–4 | 0–0 | 1–0 | 3–0 | 3–0 | 3–0 |
| Jalisco               | 2–0 | —   | 1–1 | 3–0 | 1–0 | 1–1 | 3–1 | 2–0 | 1–0 | 2–3 | 2–1 | 2–0 | 1–3 | 3–1 | 0–0 | 3–1 | 0–1 | 3–0 | 1–1 |
| La Piedad             | 0–1 | 0–1 | —   | 3–1 | 1–2 | 2–2 | 1–1 | 3–3 | 6–1 | 1–0 | 2–3 | 2–2 | 2–1 | 2–0 | 2–1 | 0–0 | 2–1 | 3–0 | 2–1 |
| Nuevo Necaxa          | 2–1 | 0–0 | 1–1 | —   | 4–2 | 0–1 | 0–3 | 0–1 | 4–1 | 0–0 | 0–0 | 0–2 | 2–2 | 1–1 | 2–0 | 1–0 | 1–1 | 1–4 | 2–0 |
| Oaxaca                | 0–0 | 4–0 | 1–1 | 4–0 | —   | 1–0 | 2–2 | 6–1 | 4–0 | 1–1 | 2–2 | 4–1 | 3–0 | 0–1 | 3–0 | 1–0 | 0–1 | 3–0 | 2–1 |
| Orizaba               | 4–1 | 0–3 | 2–1 | 2–0 | 3–0 | —   | 2–1 | 2–0 | 3–0 | 1–2 | 3–0 | 3–2 | 2–1 | 1–1 | 2–2 | 2–3 | 0–1 | 1–1 | 1–1 |
| Pachuca               | 0–0 | 2–1 | 1–0 | 2–2 | 5–1 | 1–2 | —   | 2–2 | 4–3 | 2–1 | 4–0 | 4–1 | 5–0 | 1–0 | 2–1 | 1–2 | 3–0 | 3–2 | 2–2 |
| Pioneros de Cancún    | 3–0 | 1–0 | 1–1 | 2–0 | 4–1 | 0–1 | 3–0 | —   | 1–0 | 0–3 | 1–0 | 1–1 | 3–2 | 1–0 | 2–1 | 4–0 | 0–1 | 4–1 | 3–1 |
| Progreso de Cocula    | 4–0 | 2–1 | 2–1 | 5–0 | 1–2 | 2–1 | 1–0 | 0–0 | —   | 1–1 | 1–2 | 1–2 | 1–1 | 1–1 | 1–3 | 0–1 | 2–2 | 2–3 | 2–0 |
| Santos Laguna         | 1–0 | 0–3 | 1–2 | 3–1 | 2–0 | 6–1 | 0–0 | 3–1 | 2–0 | —   | 1–0 | 2–1 | 1–0 | 3–1 | 2–0 | 1–1 | 2–0 | 6–0 | 2–0 |
| Tapatío               | 4–1 | 1–1 | 3–1 | 0–0 | 2–0 | 3–0 | 1–1 | 2–0 | 1–0 | 0–1 | —   | 2–3 | 0–1 | 0–1 | 3–0 | 0–0 | 1–1 | 2–1 | 1–1 |
| Tecomán               | 3–0 | 0–2 | 3–1 | 3–3 | 1–0 | 5–1 | 3–1 | 2–1 | 4–0 | 1–0 | 2–0 | —   | 4–2 | 0–2 | 1–1 | 4–2 | 1–1 | 3–3 | 1–0 |
| Tepic                 | 3–0 | 1–1 | 2–0 | 2–1 | 2–1 | 0–1 | 1–0 | 3–0 | 0–0 | 1–2 | 2–0 | 2–0 | —   | 4–0 | 0–1 | 1–1 | 2–2 | 2–0 | 1–1 |
| Texcoco               | 1–1 | 1–0 | 1–1 | 2–0 | 0–1 | 2–3 | 1–0 | 1–1 | 5–2 | 3–1 | 1–0 | 3–1 | 1–1 | —   | 2–0 | 1–0 | 2–2 | 2–0 | 2–2 |
| UAQ                   | 1–2 | 3–0 | 0–1 | 0–0 | 4–0 | 4–0 | 2–0 | 1–1 | 3–1 | 2–2 | 0–0 | 1–0 | 4–1 | 3–1 | —   | 2–0 | 5–3 | 2–0 | 0–2 |
| UAT                   | 3–1 | 0–0 | 2–2 | 1–0 | 1–0 | 3–0 | 3–1 | 0–0 | 0–0 | 1–2 | 1–0 | 0–0 | 1–1 | 3–0 | 3–0 | —   | 1–1 | 1–1 | 3–2 |
| Colima/Loros U. de C. | 4–1 | 1–0 | 5–1 | 1–0 | 2–1 | 1–1 | 0–0 | 1–2 | 4–0 | 1–2 | 0–1 | 1–2 | 3–2 | 4–0 | 2–3 | 5–3 | —   | 2–1 | 2–2 |
| Zacatecas             | 1–0 | 1–0 | 0–0 | 2–0 | 0–3 | 1–1 | 1–0 | 0–2 | 0–1 | 1–1 | 0–2 | 2–3 | 1–2 | 0–1 | 2–1 | 1–1 | 4–2 | —   | 0–1 |
| Zacatepec             | 3–0 | 0–1 | 1–1 | 2–0 | 5–2 | 4–0 | 2–0 | 3–0 | 2–1 | 3–2 | 4–3 | 4–1 | 1–1 | 1–0 | 1–1 | 3–1 | 1–0 | 3–0 | —   |

## Liguilla

### Grupo de Campeonato A
| Pos. | Equipo             | Pts. | PJ | G | E | P | GF | GC | Dif. | Clasificación     |
| ---- | ------------------ | ---- | -- | - | - | - | -- | -- | ---- | ----------------- |
| 1    | Gallos Blancos UAQ | 10   | 6  | 3 | 2 | 1 | 8  | 5  | +3   | Acceso a la final |
| 2    | Pioneros de Cancún | 8    | 6  | 3 | 1 | 2 | 8  | 8  | 0    |                   |
| 3    | Tecomán            | 6    | 6  | 2 | 1 | 3 | 7  | 8  | −1   |                   |
| 4    | Texcoco            | 4    | 6  | 1 | 2 | 3 | 5  | 7  | −2   |                   |

 Fuente: RSSSF

#### Resultados
| Local \ Visitante  | PIO | TEC | TEX | UAQ |
| ------------------ | --- | --- | --- | --- |
| Pioneros de Cancún | —   | 2–1 | 2–1 | 1–1 |
| Tecomán            | 2–1 | —   | 1–1 | 2–0 |
| Texcoco            | 1–2 | 1–0 | —   | 1–1 |
| UAQ                | 2–0 | 3–1 | 1–0 | —   |

### Grupo de Campeonato B
| Pos. | Equipo           | Pts. | PJ | G | E | P | GF | GC | Dif. | Clasificación     |
| ---- | ---------------- | ---- | -- | - | - | - | -- | -- | ---- | ----------------- |
| 1    | Correcaminos UAT | 11   | 6  | 4 | 0 | 2 | 8  | 3  | +5   | Acceso a la final |
| 2    | Santos Laguna    | 7    | 6  | 2 | 2 | 2 | 9  | 10 | −1   |                   |
| 3    | Zacatepec        | 6    | 6  | 2 | 1 | 3 | 6  | 7  | −1   |                   |
| 4    | Loros de Colima  | 6    | 6  | 2 | 1 | 3 | 6  | 9  | −3   |                   |

 Fuente: RSSSF

#### Resultados
| Local \ Visitante | SAN | UAT | UDC | ZAC |
| ----------------- | --- | --- | --- | --- |
| Santos Laguna     | —   | 2–1 | 2–0 | 1–1 |
| UAT               | 2–0 | —   | 1–0 | 2–0 |
| U. de Colima      | 3–3 | 0–2 | —   | 2–1 |
| Zacatepec         | 3–1 | 1–0 | 0–1 | —   |

### Final
La serie final del torneo enfrentó a los Correcaminos UAT contra los Gallos Blancos UAQ. Fue una serie marcada por dos acontecimientos, el primero de ellos fue un trágico accidente que afectó al equipo queretano luego del partido de ida en Tamaulipas, este suceso retrasó la celebración del partido de vuelta hasta el mes de junio. El segundo hecho fue que se hizo necesaria la celebración de un tercer partido para determinar al ganador, el juego se fue más allá y terminó en una serie de penales.
| 10 de mayo de 1987 | UAT | 0-0 | UAQ | Estadio Marte R. Gómez, Ciudad Victoria |  |

| 20 de junio de 1987                                  | UAQ | 1-1 | UAT | Estadio Corregidora, Santiago de Querétaro |  |
| Empate en el global 1-1. Se celebra un tercer juego. |     |     |     |                                            |  |

| 23 de junio de 1987 | UAQ | 0-0 (2-4 p.p.) | UAT | Estadio Azteca, México, D.F. |  |
| Correcaminos de la UAT campeón de la Segunda División 1986-87 y asciende a Primera División. Global UAQ 1-1 (2-4 p.p.) UAT |     |                |     |                              |  |

|                                       |
| Correcaminos UAT Campeón 1.er título. |

### Grupo de descenso
| Pos. | Equipo             | Pts. | PJ | G | E | P | GF | GC | Dif. | Clasificación         |
| ---- | ------------------ | ---- | -- | - | - | - | -- | -- | ---- | --------------------- |
| 1    | Chetumal           | 9    | 6  | 3 | 1 | 2 | 9  | 6  | +3   |                       |
| 2    | Progreso de Cocula | 8    | 6  | 3 | 1 | 2 | 6  | 8  | −2   |                       |
| 3    | Pachuca (D)        | 6    | 6  | 1 | 3 | 2 | 7  | 6  | +1   | Descenso de categoría |
| 4    | Nuevo Necaxa (D)   | 5    | 6  | 1 | 3 | 2 | 4  | 6  | −2   | Descenso de categoría |

 Fuente: RSSSF

#### Resultados
| Local \ Visitante  | CHE | NEC | PAC | PRO |
| ------------------ | --- | --- | --- | --- |
| Chetumal           | —   | 2–0 | 1–0 | 4–0 |
| Nuevo Necaxa       | 2–2 | —   | 1–1 | 1–0 |
| Pachuca            | 3–0 | 0–0 | —   | 1–2 |
| Progreso de Cocula | 1–0 | 1–0 | 2–2 | —   |